# Qantassaurus
A Qantassaurus a gyors mozgású, két lábon járó, növényevő dinoszauruszok egyik neme, amely Ausztráliában élt, körülbelül 115 millió évvel ezelőtt, amikor még a kontinens az Antarktisszal együtt a déli sarkkörön belül helyezkedett el. Nagyságát tekintve egy szürke óriáskengurura hasonlított, méreteihez képest hatalmas szemei pedig a látását segítették a sarki éjszakák során. Patrica Vickers-Rich és férje Tom Rich fedezte fel a Victoria állambeli Inverloch közelében 1996-ban, és az ausztrál légitársaság, a Qantas után nevezték el.

## Anatómia
„Az állkapocscsont egyedi, mivel rövid és széles, amíg más dinoszaurusznemek állkapcsai hosszúak és keskenyek”
– Patricia Vickers-Rich
A Qantassaurus körülbelül 1,8 méter hosszú és nagyjából 1 méter magas volt. Rövid combcsonttal és hosszú sípcsonttal rendelkezett, így valószínűleg gyors futó lehetett. Lábfeje négy, kapaszkodó karommal ellátott ujjban végződött, hosszú farka pedig a fordulásban segíthette. A hypsilophodontidák és kezdetleges őseik egyik jellemzője a combcsont felső felületén levő nyúlvány vagy tompor, ami izomkapcsolódási pontként szolgált.
Állkapcsában csak 12 fog helyezkedett el, míg a legtöbb hypsilophodontidának legalább 14 foga volt, így a pofája valószínűleg rövid és széles lehetett. Az állcsontja elülső részéhez egy csőr tartozott, hátul pedig levél formájú fogakkal rendelkezett, melyek helyére újak nőttek, amikor elkoptak és kihullottak.

## Látás és életmód

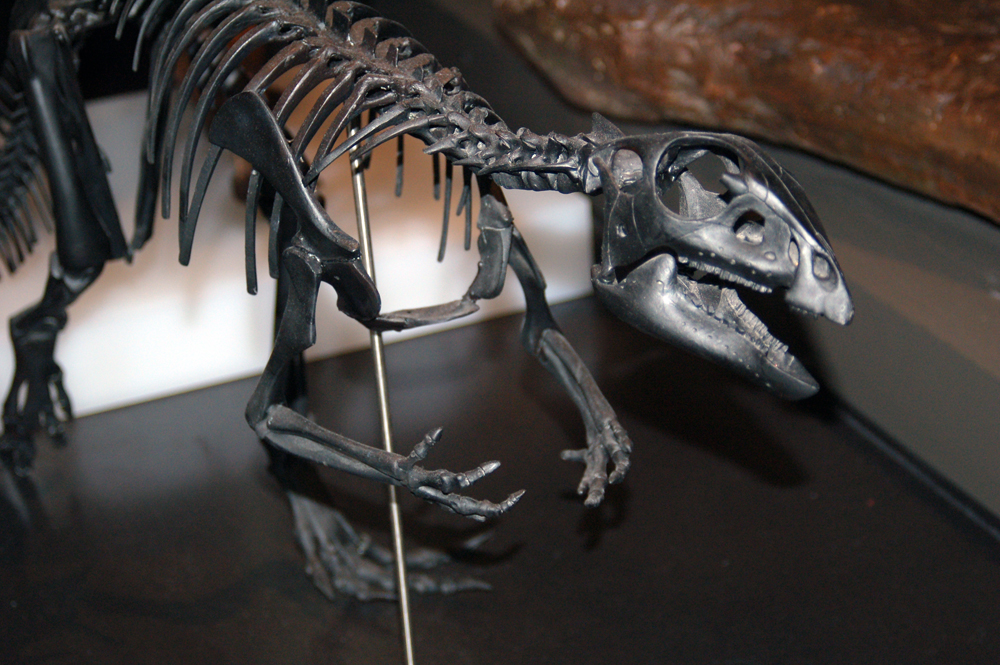
A Quantassaurus intrepidus felállított csontváza a sydney-i Ausztrál Múzeumban

115 millió évvel ezelőtt, a kora kréta kor késő apti–kora albai korszakai idején élt Ausztráliában. Ebben az időben az Antarktisz a Gondwana szuperkontinens része volt, és a déli sarkkörön belül helyezkedett el. Az átlaghőmérséklet -6 és 3 °C fok között változott, a sarki éjszaka pedig 3 hónapig tartott.
Több adaptációval rendelkezett annak érdekében, hogy képes legyen túlélni az adott körülmények között. A csontok növekedése megmutatja, hogy a hypsilophodontidák egész évben aktívak voltak, azaz nem aludtak téli álmot. A hypsilophodontida csontok felépítése arra utal, hogy ezek az állatok melegvérűek lehettek, ami segíthetett a testhőmérsékletük fenntartásában. Meglepő számú ausztrál hypsilophodontida fosszílián láthatók betegség jelei, ami azt jelezheti, hogy a tavaszi olvadás kimosta a télen elhullott dinoszauruszok testét.
A rokonságába tartozó hypsilophodontida, a Leaellynasaura agykoponyája azt jelzi, hogy az optikai lebeny és a szemek nagyok voltak, ami segíthette a látást a sötét sarki tél során.
A Qantassaurus valószínűleg páfrányokat és más növényeket legelt, ötujjú kezeit használva a táplálék megragadására, és a modern gazellákhoz hasonlóan menekült el a ragadozók elől. Lehetséges, hogy a bőre védelmi célból álcázó mintázattal, például pettyekkel volt ellátva.

## Osztályozás
A Qantassaurus hypsilophodontida volt, legalábbis tágabb értelemben. Az újabb tanulmányok ugyanis azt jelzik, hogy a Hypsilophodontidae család parafiletikus csoport, ezért valószínűleg fel fogják oszlatni.
A Qantassaurus a négy dél-ausztráliai hypsilophodontidanem egyike, a Leaellynasaura amicagraphica, az Atlascopcosaurus loadsi és a Fulgurotherium australe mellett. A négy faj leginkább különálló csontok és fogak alapján ismert, azonban az F. australe combcsontjai nagyon eltérőek, és elképzelhető, hogy három különböző nemhez tartoznak.

## Történet
A Qantassaurust 1996-ban fedezték fel a Monash Egyetem és a Viktória Múzeum által indított ásatás, a Dinosaur Dreaming projekt harmadik éve alatt. A munka Inverloch közelében folyt, a Victoria állam délkeleti részén levő Flat Rocks néven ismert árapályövi lelőhelyen. Geológiai szemszögből a lelőhely a Wonthaggi-formációhoz tartozó Strzelecki Csoport részét képezi. A holotípus példányt egy, még kinövés előtt álló fogakat is tartalmazó állkapocsdarabot az expedíció régi tagja, Mrs. Nicole Evered találta meg. Két másik állcsontot átmenetileg szintén ehhez a fajhoz kapcsoltak.
Az állat nevét Patricia Vickers-Rich és Tom Rich alkotta meg, a leleteket az 1993 és 1996 közötti Nagy Orosz Dinoszaurusz Kiállítás részeként az országon átszállító, valamint a dél-amerikai és kelet-európai expedíciókat támogató Queensland and Northern Territory Air Service (Queensland és az Északi Terület Légiszolgálata) tiszteletére. A QANTAS betűszó, ezért a névben sem található u betű a q után.

## Fordítás
- Ez a szócikk részben vagy egészben a Qantassaurus című angol Wikipédia-szócikk ezen változatának fordításán alapul.  Az eredeti cikk szerkesztőit annak laptörténete sorolja fel. Ez a jelzés csupán a megfogalmazás eredetét és a szerzői jogokat jelzi, nem szolgál a cikkben szereplő információk forrásmegjelöléseként.

## Ajánlott irodalom
- Rich, Tom H., Patricia Vickers-Rich (1999. október 15.). „The Hypsilophodontidae from southeastern Australia” (PDF). National Science Museum Monographs 15, 167–180. o. (Hozzáférés: 2009. szeptember 18.)[halott link]